# Denilson Rodriguez Roldão
Denilson Rodriguez Roldão (* 17. März 2000), auch bekannt als Denilson, ist ein brasilianischer Fußballspieler.

## Karriere
Denilson erlernte das Fußballspielen in den Juniorenmannschaften von Fluminense Rio de Janeiro im brasilianischen Rio de Janeiro. Anfang November 2021 ging er nach Asien, wo er in Bangladesch einen Vertrag beim Erstligisten Bangladesh Police FC unterschrieb. Für den Verein, der in der Hauptstadt Dhaka beheimatet ist, bestritt er zehn Erstligaspiele. Im Juli 2022 ging er nach Europa, wo er in Portugal eine Saison für den Sertanense FC spielte. Im August 2023 zog es ihn wieder nach Asien. Hier verpflichtete ihn der kambodschanische Erstligist Phnom Penh Crown aus der Hauptstadt Phnom Penh.